# Chucho Valdés
Chucho Valdés (Havana, 9 oktober 1941) is een Cubaanse jazzpianist en -componist van de latin jazz en de modernjazz.

## Biografie
Valdés komt uit een familie van pianisten: Bebo Valdés was zijn vader; zijn moeder Pilar Rodríguez is ook pianiste, evenals zijn zoon Chuchito Valdés. Hij begon piano te spelen op 3-jarige leeftijd en slaagde voor het toelatingsexamen voor het Havana Conservatorium in 1950. Als tiener speelde hij in de huisband van Club Tropicana, wiens muzikale leider hij werd. Op 16-jarige leeftijd stond hij al aan het hoofd van een eigen band. Vanaf 1963 speelde hij met Arturo Sandoval en Paquito D'Rivera, met wie hij in 1967 de Orquesta Cubana de Música Moderna oprichtte. Met dit ensemble speelde hij zijn eigen composities zoals zijn Misa Negra (1969). In 1970 trad hij op in de Jazz Jamboree in Warschau. Met Sandoval en D'Rivera richtte hij de band Irakere op in 1973, die verscheen tijdens het Montreux Jazz Festival in 1978 en het Newport Jazz Festival. Valdés, de belangrijkste componist van de band, bleef deze leiden nadat Sandoval en D'Rivera vertrokken. Nadat hij een contract van Blue Note Records had ontvangen, concentreerde hij zijn optredens en opnamen op kwartet-, trio- en soloprojecten. Hij werkte ook als sideman met Roy Hargrove. Hij droeg het management van Irakere in 1998 over aan zijn zoon Francisco. In 2009 vormde hij de vijfkoppige band The Afro-Cuban Messengers, met wie hij sindsdien de albums Chucho’s Steps (2010) en Border-Free (2013) produceerde en internationale concertreizen ondernam.
Valdés was van 1992 tot 2009 president van het jaarlijkse Jazz Plaza-festival in Havana. Hij is professor en hoofd van de piano-afdeling van het Instituto Superior de Arte. Hij geeft ook les aan de Escuela Nacional de Arte Kubas, maar ook aan het Berklee College of Music.
Valdés heeft tot nu toe 31 platen uitgebracht, waarvan er vijf Grammy Awards hebben ontvangen. Hij heeft een zeer krachtig, fraserijk spel, waarin hij Latijns-Amerikaanse harmonie en Afro-Amerikaanse ritmen opneemt.
Hij is ereburger van Ponce (Puerto Rico), Panama-Stad en de Amerikaanse steden Los Angeles, San Francisco en New Orleans. De gemeenteraad van Madison (Wisconsin) eerde hem in 2001 met een officiële Jesús Chucho Valdés Day. In 2011 kende het Berklee College of Music hem een eredoctoraat toe.

## Politieke betrokkenheid
In april 2003 behoorde Valdés tot een groep prominente Cubaanse culturele arbeiders, die een open brief aan Cuba's vrienden over de hele wereld ondertekenden, gepubliceerd in de Cubaanse Communistische Partijkrant Granma, en internationale kritiek op het mensenrechtenbeleid van de Cubaanse regering als een anti-Cubaanse lastercampagne verworpen: In de weken daarvoor had president Fidel Castro in een golf van arrestaties die bekend stonden als 'Black Spring' 75 kritische journalisten en burgerrechtenactivisten veroordeeld tot hoge gevangenisstraffen in snelle processen en drie jonge zwarte Cubanen na de bloedeloze poging om een schip te kapen ook na snelle processen laten executeren.
Op cultureel-politiek vlak beweert Valdés te hebben gevochten tegen het verbod van de Cubaanse autoriteiten op de muziek van zijn verbannen vader Bebo, dat hij frustrerend vond. Al in 2009 uitte Valdés zijn verontwaardiging in een interview met het Spaanse dagblad El País dat de Cubaanse media berichtten over de Latin Grammy voor hun gezamenlijke album Juntos para siempre, maar de naam van de vader niet noemden. Valdés is een van de 26 permanente leden van de nationale raad van de Cubaanse staatskunstenaar en schrijversvereniging UNEAC.

## Discografie
- 1978: Live at Newport
- 1986: Lucumí
- 1991: Solo Piano
- 1995: Grandes de La Música Cubana, Vol. 1
- 1997: Pianissimo
- 1998: Bele Bele en La Habana
- 1999: Babalú Ayé
- 1999: Briyumba Palo Congo
- 2000: Boleros Inigualables
- 2000: Cuban Jazz Pianissimo
- 2000: Live at the Village Vanguard
- 2000: Unforgettable Boleros
- 2001: Chucho Valdés y su Cuban Jazz
- 2001: Solo: Live in New York
- 2002: Canciones Inéditas
- 2002: Cantata a Babalú Ayé
- 2002: Fantasía Cubana: Variations on Classical Themes
- 2002: Yemayá
- 2003: New Conceptions
- 2005: Canciones Ineditas
- 2005: Virtuoso
- 2007: Cancionero Cubano
- 2008: Juntos Para Siempre (mit Bebo Valdés)
- 2010: Chucho's Steps (Grammy 2011)
- 2012: Piano y charango con Eddy Navia
- 2013: Border-Free
- 2015: Tribute to Irakere: Live in Marciac (Grammy 2017)